# Jean-Pierre Buffi
Jean-Pierre Buffi (Firenze, 1937) è un architetto italiano.

## Biografia
Jean Pierre Buffì è nato a Firenze, dove si è laureato in architettura. Nel 1964 si è trasferito a Parigi per lavorare da Jean Prouvé. Nel 1979 forma con Marianne Buffi uno studio di architettura ed urbanistica, che diventa BUFFI Associés nel 1995.

### Progetti
- 1991: Les Collines de la Défense, Parigi (Francia)
- 1997: University of Vaucluse, Vaucluse (Francia)
- 1998: Marseilles Velodrome Stadium, Marsiglia (Francia)
- 1998: School of Medicine & Pharmacy, Rouen (Francia)
- 2000: Coordinamento dei lavori del Parco Dora di Torino (Italia)[1]
- 2004: José Cabanis Media Library, Tolosa (Francia)